# Грудзень, Здзислав
Здзислав Грудзень (пол. Zdzisław Grudzień; 6 октября 1924, Эскоден, Франция — 30 января 1982, Глембоке, ПНР) — польский политик времён ПНР, партийный руководитель Катовице, член Политбюро ЦК ПОРП в 1976—1980. Принадлежал к ближайшему окружению Эдварда Герека. Интернирован при введении военного положения в 1981, после чего вскоре скончался.

## Французский шахтёр. Польский коммунист
Родился в семье польских эмигрантов во Франции. Работал шахтёром. С 1942 состоял во Французской компартии, участвовал в подпольном антинацистском Сопротивлении. Был одним из руководителей польского молодёжного союза «Грюнвальд». В рядах ФКП сблизился с Эдвардом Гереком. Эта связь определила дальнейшую карьеру Грудзеня.
В 1948 приехал в Польшу. Состоял в Союзе борьбы молодых и Союзе польской молодёжи. Вступил в коммунистическую ППР, в том же году преобразованную в ПОРП.

## Партийный руководитель. Сподвижник Герека
В аппарате ПОРП принадлежал к влиятельной «катовицкой группе» прагматичных технократов, во главе которой стоял Эдвард Герек. С 1957, когда Герек стал первым секретарём Катовицкого воеводского комитета ПОРП, Грудзень занимал в региональном комитете различные руководящие должности (управляющий делами, руководитель отдела пропаганды до 1960, секретарь воеводского комитета по оргвопросам в 1960–1970). С 1964 — член ЦК ПОРП. В 1973–1980 возглавлял президиум воеводского национального совета.
В декабре 1970 Эдвард Герек сменил Владислава Гомулку на посту первого секретаря ЦК ПОРП. Катовицкий воеводский комитет «унаследовал» Здзислав Грудзень. В 1971 он был избран кандидатом в члены Политбюро ЦК. С 1975 — член Политбюро ЦК ПОРП. С 1965 по 1981 — депутат сейма ПНР, член депутатского клуба ПОРП (сложил мандат после исключения из ПОРП).
Постоянно оставался среди ближайших сподвижников Герека и в 1970-е являлся активным проводником его политики. Участвовал в партийной интриге по отстранению от власти влиятельного секретаря ЦК ПОРП Францишека Шляхцица. Подобно ряду других партийных руководителей, отличался высокими бытовыми стандартами: в частности, для него был построен особняк повышенной комфортности, расходы проведены через плановое инвестирование (по соседству разместился особняк Адама Герека, сына первого секретаря ЦК).
Деятельность Грудзеня в Катовицком воеводстве впоследствии оценивалась как «разрушение Силезии», результаты — как «плачевные». Его идеологически мотивированной политикой являлись снос старых кварталов, топонимические переименования, некомпетентное вмешательство в производственные процессы, запреты в художественном творчестве, что вело к деградации социальной сферы, экономики и культуры.

В Польше он мог очень многое. В Силезии почти всё.

Старший брат Здзислава Грудзеня — генерал дивизии Мечислав Грудзень (1922–2010) — был заместителем начальника армейского политуправления в 1968—1972, министром по делам ветеранов в 1972—1982, с 1975 по 1981 — членом ЦК ПОРП.

## Отставка и интернирование
В сентябре 1980 года, на фоне жёсткого политического противостояния, Грудзень был отстранён с руководящих партийных постов. Новое партийно-государственное руководство возложило на него долю ответственности за «негативные явления». Он был снят со всех партийных постов, выведен из Политбюро, на IX чрезвычайном съезде ПОРП в июне 1981 года исключён из партии. В политическом процессе с тех пор не участвовал, в конфронтации ПОРП с движением Солидарность участия не принимал.
13 декабря 1981, при введении военного положения, был интернирован в составе группы из 37 бывших партийно-государственных руководителей — Герек, Ярошевич, Вжащик, Лукашевич, Шидляк, Майхжак, Каим, Пыка и другие. В официальном заявлении Грудзень назывался третьим — после Герека и Ярошевича — среди «несущих ответственность за кризис» и злоупотреблявших постами для личной выгоды.
В местах интернирования провёл около полутора месяцев. Условия содержания были менее жёсткими, нежели у активистов «Солидарности», но тяжёлыми для немолодых бывших сановников, привыкших к привилегиям — холодные помещения, короткие прогулки, унижения от охранников. Грудзеня намеревались привлечь к уголовной ответственности за финансовые злоупотребления (в частности, использование государственных средств на личное строительство). В январе 1982 было подготовлено обвинительное заключение.

## Смерть
К тому времени он перенёс два инфаркта, а в Глембоке заболел пневмонией. Его перевели в военный госпиталь, но он сам попросил о возвращении в центр интернирования, так как тяжело переживал постоянное присутствие конвоя в больничной палате. Вскоре 57-летний Здзислав Грудзень скончался из-за несвоевременного оказания медицинской помощи при сердечном приступе. Причиной такого исхода в официальном рапорте был назван «отказ Грудзеня от польских лекарств, недоверие к отечественной медицине». Однако его кончина способствовала улучшению условий содержания «VIP-интернированных».
Генерал Мечислав Грудзень после смерти брата несколько месяцев оставался министром, затем до 1987 был начальником правительственного управления по делам ветеранов.